# McCool Junction
McCool Junction é uma vila localizada no estado americano de Nebraska, no Condado de York.

## Demografia
Segundo o censo americano de 2000, a sua população era de 385 habitantes.
Em 2006, foi estimada uma população de 416, um aumento de 31 (8.1%).

## Geografia
De acordo com o United States Census Bureau, a localidade tem uma área de 0,8 km², sem área coberta por água.

## Localidades na vizinhança
O diagrama seguinte representa as localidades num raio de 20 km ao redor de McCool Junction.